# 毒ガス
毒ガス（どくガス、英: poison gas、独: giftgas）は、生物に有害な気体やエアロゾルのこと。その毒性の程度・態様は、成分によって様々である。
- 化学兵器 - 軍事用に利用されるもの。化学兵器一般の俗称として「毒ガス」の語が用いられることも多い。
- 火山ガス - 硫化水素などの有害成分を含む。
- 燃焼ガス - 燃焼によって発生するガスには、燃料に由来する有害物質が含まれ、酸素は消費されている、あるいは不完全燃焼で一酸化炭素を含むなどの有害性をもつものもある。
  - 排気ガス - 一酸化炭素を含む様々な有害成分を含むため、道路運送車両法の「有毒なガス等の発散防止装置」に関する基準などによって規制が行われている。
- 比喩的用法 - 屁のように、人体に対してただちに深刻な害をもたらすものでなくとも、悪臭のする気体に対して、比喩的に毒ガスと呼ぶことがある。Wikt:毒ガスを参照。